# 구본웅 (배우)
구본웅(1974년 12월 30일 ~ )은 대한민국의 배우이자 기타리스트이다.

## 연기 활동

### 영화
- 《기묘한 가족》 (2019년) - 춘삼 역
- 《살인소설》 (2018년) - 영철 역
- 《롹, 스피릿》 (2015년)
- 《청춘 그루브》 (2012년) - 구 사장 역
- 《다문입술》 (2010년)
- 《부당거래》 (2010년) - 운짱 역
- 《카페 서울》 (2010년)
- 《된장》 (2010년) - 스텝 1 / 조연출 역
- 《다찌마와 리: 악인이여 지옥행 급행열차를 타라!》 (2008년) - 진상 9호 역
- 《추격자》 (2008년) - 오좆 역
- 《쏜다》 (2007년) - 재소자 역
- 《언니가 간다》 (2007년) - 디자이너 쟝 역
- 《미스터 소크라테스》 (2005년) - 동혁 친구 역
- 《주먹이 운다》 (2005년) - 문빵 역

### 드라마
- 《KBS 드라마 스페셜 - 도둑잠》 (2020년, KBS2)
- 《오! 삼광빌라!》 (2020년, KBS2) - 배달식 역
- 《너의 노래를 들려줘》 (2019년, KBS2) - 윤영길 역
- 《코마》 (2006년) - 인부 2 역

### 연극
- 《나비 빤스》 - 탁명구 역